# Орестівка
Оре́стівка — село в Україні, у Рукшинській сільській територіальній громаді Дністровського району Чернівецької області. Населення становило 569 осіб за даними перепису 2001 року.

## Географія
Біля села розташований Орестовський іхтіологічний заказник.
Через село тече річка Потин, права притока Дністра.

## Уродженці села
- Тітов Василь Тихонович — поет, письменник, член Національної спілки письменників України.
- Білівський Павло - поет, письменик, член і фортнайтер виграв соло кєш кап